# Pocboc
Pocboc es una localidad del estado mexicano de Campeche. Es parte del municipio de Hecelchakán.

## Toponimia
El nombre «Pocboc» proviene de los términos en maya pooc, calentar en las brazas; boc, olor.

## Demografía
| Gráfica de evolución demográfica |
|                                  |

| Censo | Población |
| ----- | --------- |
| 1900  | 441       |
| 1910  | 430       |
| 1921  | 583       |
| 1930  | 599       |
| 1940  | 592       |
| 1950  | 561       |
| 1960  | 710       |
| 1970  | 773       |
| 1980  | 949       |
| 1990  | 1 210     |
| 2000  | 1 464     |
| 2010  | 1 624     |
| 2020  | 1 825     |